# Bakhmach
Bakhmach (em ucraniano:   Бахмач) é uma cidade da Ucrânia, situada no Oblast de Tchernihiv. Tem 18 km² de área e sua população em 2020 foi estimada em 17.410 habitantes.